# Université d'État technologique du Kouban
L’université d'État technologique du Kouban (en russe : Кубанский государственный технологический университет) est un établissement d'enseignement supérieur de Russie situé à Krasnodar, dans le Kouban. 

## Histoire
Le 16 juin 1918, l'institut polytechnique, le premier établissement d'enseignement supérieur de la région du Kouban, fut fondé à Iekaterinodar. Un des fondateurs de l'institut et son premier recteur fut le professeur Boris Rosing. En 1923, l'institut polytechnique du Kouban fut fermé, mais ses professeurs et propriété furent transférés à l'institut d'agriculture du Kouban (formé en 1922 de la faculté d'agronomie de l'institut polytechnique). Par suite de quelques réorganisations de l'institut d'agriculture, l'institut de technologie chimique de l'industrie de graisse et l'institut de vinification et viticulture furent créés à Krasnodar en 1938. En 1943, ces instituts furent réunis en institut d'industrie alimentaire. En 1963, l'institut d'industrie alimentaire de Krasnodar fut transformé en institut polytechnique, qui reçut l'ordre du Drapeau rouge du Travail en 1980. En 1993, l'institut d'État polytechnique de Krasnodar devint l'université d'État technologique du Kouban. En 2015, l'université reçut le prix du gouvernement de la fédération de Russie dans le domaine de la qualité.

## Instituts
- Institut de construction et d'infrastructure du transport
- Institut d'économie, de gestion et des affaires
- Institut d'industrie alimentaire et du génie des procédés alimentaires
- Institut de mécanique, robotique, ingénierie des transports et des systèmes techniques
- Institut des sciences fondamentales
- Institut des systèmes informatiques et de sécurité d'information
- Institut du pétrole, du gaz et de l'énergie
- Collège d'ingénierie de technologie

## Filiales
- Institut mécanique et technologique d'Armavir
- Institut polytechnique de Novorossiisk